# 지중해성 삼림·소림·관목지

지중해성 삼림·소림·관목지(영어: Mediterranean forests, woodlands, and scrub)는 건조한 육상 생물군계의 일종이다. 대체로 여름이 건기이고 겨울이 우기인 지역들이나, 일부 지역에서는 고른 강수량이 나타나기도 한다. 저지대나 내륙에서는 여름이 매우 뜨겁지만 해안에서는 보다 시원하다. 겨울은 저지대에서는 포근하지만 내륙이나 고지대에서는 춥다. 지중해성 생물군계는 지구 식물종의 10%를 생육하고 있는 매우 독특한 지역들이다.
지중해성 삼림·소림·관목지는 지중해 분지, 칠레 마토랄, 서케이프, 서남호주, 캘리포니아 등 중위도 지역의 지중해성 기후에 대체로 많이 나타나지만, 지중해성 기후에만 나타나는 것은 아니다. 지중해성 기후가 아닌 지역에서도 나타날 수 있고, 그런 경우 대체로 지중해성 기기기
후와 경계를 맞대는 해양성 기후 또는 아열대 습윤 기후 지역이다. 지중해성 기후가 아닌데 지중해성 생물군계가 나타나는 지역으로는 나일강 계곡, 동케이프, 동남호주, 동남아제르바이잔, 동남터키, 이라크 북부국경, 이란 마잔다란주, 중앙이탈리아, 발칸반도, 북그리스, 서북요르단 등지가 있다.

## 같이 보기
- 유엔식량농업기구